# ドミンゴス・クイナ
ドミンゴス・クイナ（Domingos Quina, 1999年11月18日 - ）は、ポルトガル・ビサウ出身のサッカー選手。ポジションはミッドフィールダー。

## 経歴
SLベンフィカやチェルシーFCなど、それぞれのリーグでも指折りのクラブの下部組織に入る。2016年5月にはアーセナルFCとウェストハム・ユナイテッドFCの2クラブからオファーを受け、ウェストハムに加入した。同年11月には2019年まで契約を延長した。
しかし、ウェストハムでは主にリザーブでの出場が多かったため、2018年8月9日にプレミアリーグのワトフォードFCと4年契約を結んで移籍した。
同年12月10日のエヴァートンFC戦でリーグ初出場を果たすと、17日の英紙「デイリー・メール」でFCバルセロナとレアル・マドリードの2クラブが獲得に興味を示していると報じられた。
2021年2月1日、グラナダCFにシーズン終了までのレンタル移籍で加入。
2022年8月16日、プリメーラ・ディビシオンのエルチェCFに1シーズンの契約でレンタル移籍をした。